# فيليبو غوتشيواني
فيليبو غوتشيواني (بالإيطالية: Filippo Guccione)‏ هو لاعب كرة قدم إيطالي في مركز نصف الجناح، ولد في 8 نوفمبر 1992 في أوستيجليا في إيطاليا.

## وصلات خارجية
- فيليبو غوتشيواني على موقع قاعدة بيانات كرة القدم.إي يو (الإنجليزية)
- فيليبو غوتشيواني على موقع Soccerway.com (الإنجليزية)
- فيليبو غوتشيواني على موقع عالم كرة القدم.نت (الإنجليزية)